# コツキミヤ
コツキ ミヤ（2月18日 - ）は、日本の作詞家、歌手、イラストレーター。福島県出身、東京都育ち。エスエスピー所属。

## 略歴
キートン山田主宰の「劇団ふりぃすたいる」で舞台役者として活動後、漫画製作のアシスタントを経て、歌唱やコーラス、テレビアニメやゲーム作品に作詞提供を行うほか、イラストや4コマ漫画、声の出演などもする。2013年1月より、エスエスピー所属。
佳織みちる、ゆいことの音楽ユニット「Merry clover」、yuiko（ゆいこ）、結月そらとのトリプルボーカルユニット「ゆこそ」としても活動。

## 作品
出典

### アルバム

#### オリジナルアルバム
|     | 発売日        | タイトル     | 規格品番 |
| --- | ------------- | ------------ | -------- |
| 1st | 2009年4月10日 | Precioustone | LSRC-003 |

#### コンピレーションアルバム
| 発売日         | タイトル                                    | 規格品番  | 参加曲                                     |
| -------------- | ------------------------------------------- | --------- | ------------------------------------------ |
| 2007年10月8日  | MENU                                        | MSRC-029  | 「SHINE」 「DESSERT」                      |
| 2008年6月4日   | ORDER                                       | DQC-9002  | 「Decadently Management」 「Happy around」 |
| 2009年6月3日   | COURSE                                      | DQC-248   | 「Emancipate」                             |
| 2009年6月5日   | further along 〜from iyunaline to solfa〜   | MSRC-039  | 「dazzlingly star」                        |
| 2009年10月20日 | 雪降る歌3〜冬の歌・永遠の詩〜               | SDCR-0027 | 「wintry heart」                           |
| 2010年1月15日  | heart to heart 〜from iyunaline to solfa2〜 | MSRC-042  | 「LOVELY TRACKS」                          |
| 2010年6月20日  | DINNER                                      | ARCA-1001 | 「finale」                                 |
| 2010年8月27日  | flourish 〜from iyunaline to solfa3〜       | MSRC-045  | 「charging through the wave」              |

### タイアップ
| 楽曲                  | タイアップ                                                         | 時期   | 備考       |
| --------------------- | ------------------------------------------------------------------ | ------ | ---------- |
| 「whip☆miracle cake」 | PCゲーム『処女限定〜理想のオトメの作り方〜』主題歌（GATSUN SOFT）  | 2008年 | 作詞も担当 |
| 「staccato」          | PCゲーム『絶対可憐! お嬢様っ』エンディングテーマ（すみっこソフト） | 2009年 |            |
| 「妄想べ〜と〜べん」  | PCゲーム『妄想ぷろとこる!』主題歌（Triangle）                      | 2011年 |            |

### その他楽曲
- アプリゲーム『CROSS×BEATS』（カプコン）
  - 「サマ★ラブ」（2014年）※作詞、ジャケットイラストも担当
- アーケードゲーム『crossbeats REV.SUNRISE』（カプコン）
  - 「マチュ☆ピチュ」（2016年）[9]※作詞、ジャケットイラストも担当
- アーケードゲーム『チュウニズム』（セガ・インタラクティブ）
  - 「Name of oath」（2017年）[10]
- 舞台『時空警察ヴェッカーЯ』テーマソング 
  - 「NODE」（2020年）※作詞も担当
- アプリゲーム『Fate/Grand Order Waltz in the MOONLIGHT/LOSTROOM』(TYPE-MOON)
  - 「mirage」(2020年)
- CD「Fate/Grand Order Waltz in the MOONLIGHT/LOSTROOM song material」(TYPE-MOON)
  - 「Last Dance」(2020年）※作詞も担当
- TVアニメ「Vivy-Fluorite Eye’s Song-」劇中歌「Happy Together」(汎用型歌姫AI)(アニプレックス、WIT STUDIO)

### 楽曲提供（作詞）

#### アニメ
- テレビアニメ『Aチャンネル』（2011年）
  - 第6話挿入歌「探検のススメ」（歌 - ナギ（CV：内山夕実））
  - 第7話挿入歌「ともだち」（歌 - るん（CV：福原香織）、トオル（CV：悠木碧））
  - 第12話挿入歌「未確認飛行ガール」（歌 - ナギ、ユー子（CV：寿美菜子））
- テレビアニメ『リコーダーとランドセル ド♪』（2012年）
  - 挿入歌「男と女のランドセル」（歌 - るか&あおい（流歌&多田葵））
- テレビアニメ『リコーダーとランドセル レ♪』（2012年）
  - キャラクターソング「未来の私」（歌 - ヒナちゃん（CV：内田彩））
  - キャラクターソング「おしゃべりジェットコースター」（歌 - じゅんちゃんみどりちゃん（CV：東城咲耶子、柏山奈々美）
  - キャラクターソング「SMILE CHARM」（歌 - 盛山先生（CV：たみやすともえ））
- テレビアニメ『ちとせげっちゅ!!』（2012年）
  - キャラクターソング「スーパーハイパー♡げっちゅ!」（歌 - ちとせ（CV：仲谷明香））
- テレビアニメ『生徒会の一存 Lv.2』（2013年）
  - 第3話エンディングテーマ「KIZUNA」（歌 - 碧陽学園生徒会 Lv.2（本多真梨子、美名、富樫美鈴、野水伊織））
  - 第5話エンディングテーマ「Pure Pure Canvas」（歌 - 桜野くりむ（CV：本多真梨子））
  - 第6話エンディングテーマ「☆ぱ・ぴ・ぷ・ぺ・ぽりしー☆」（歌 - 杉崎林檎（CV：米澤円））
  - 第9話エンディングテーマ「BLUE SKY」（歌 - 碧陽学園生徒会 Lv.2）
- テレビアニメ『GJ部』（2013年）
  - 第5話・第6話エンディングテーマ「Purely Sky 〜私だけの空〜」（歌 - 綺羅々・バーンシュタイン（CV：荒川ちか））[11]
  - キャラクター・ソング「ブーケ」（歌 - 綺羅々・バーンシュタイン）[11]
- テレビアニメ『えとたま』（2015年）
  - キャラクターソング「TRY! TRY! TRY!」（歌 - シマたん（CV：巽悠衣子））[12]
  - キャラクターソング「笑う門に午来る!」（歌 - ウマたん（CV：小澤亜李））[13]
- テレビアニメ『異世界はスマートフォンとともに。』（2017年）
  - キャラクターソング「抱く大志は桜のごとく」（歌 - 九重八重（CV：赤﨑千夏））
- テレビアニメ『B-PROJECT〜絶頂*エモーション〜』（2019年）
  - 第2話劇中歌「Juggler」（歌 - THRIVE&KiLLER KiNG）
- テレビアニメ『number24』(2020年)
  - オープニングテーマ「SET!」(歌 - 小林正典)
  - エンディングテーマ「君といるなら」(歌 - 柚木夏紗（CV：河西健吾）＆真行寺清一郎（CV：鈴木崚汰）)

#### ゲーム
- PCゲーム『ヨスガノソラ』初回限定版付属 IMAGE CD（2008年、Sphere）
  - 「君、繋ぐ空。」（歌 - Rita）
- PCゲーム『まじょ☆プリ』（2010年、tritail）
  - 主題歌「シグナル」（歌 - yuiko）
- PCゲーム『FORTUNE ARTERIAL』（2010年、オーガスト）
  - キャラクターソング「乙女◎ふぉーちゅん」（歌 - FAヒロインズと小さなお母様）[14]
- パチスロDX『TripodLovers』（2010年、ハンゲーム）
  - 「TripodLovers」
- モバイル向けブラウザゲーム『プリンセス・グラディエーター（PRiGLA）』（2011年、AMGエンタテインメント）
  - テーマソング「real」（歌 - 本多真梨子）
- PS3/PS Vitaゲーム『俺たちに翼はない』（2014年、5pb.）
  - 主題歌「PRECIOUS」（歌 - HIMEKA）[15]
- PCゲーム『HUNTING BLUE』（2013年、LiLiM DARKNESS）
  - 主題歌「偽リノ華」（歌 - solfa feat.青葉りんご）[16]
- ゲームアプリ『たんさくえすと!』（2015年、番町製作所）
  - テーマソング「すすめ! 女子ゆうしゃ部」（歌 - まゆ（CV：内田真礼））[17]

- PCゲーム『Paradise』（2017年、PIL/SLASH）
  - 主題歌「Love≒die」（歌 - actuo）
- ゲームアプリ『ファントム オブ キル』 (2018年、Fuji＆gumi Games)
  - 海上編 2018 テーマソング「ファントムオブラブ」※Studio gg2と共作
- PCゲーム『Paradise-結-』（2018年、PIL/SLASH）
  - 主題歌「Bliss」（歌 - actuo）
- PCゲーム『Ar:pieL』（2019年、Ngine Studios）
  - 「Luna Beam(ルナ☆ビーム)」　ルナ(CV：櫻川めぐ) 日本語訳詞
  - 「笑顔の呪文」 アイリーン(CV：小倉唯) 日本語訳詞
  - 「ただいま研究中！」 ルー(CV：内田真礼) 日本語訳詞
  - 「Silent Scream」 ユエ(CV：みくみくみ) 日本語訳詞
  - 「小さな人形」 セシル(CV：早見沙織) 日本語訳詞
  - 「星の翼」 ハンナ(CV：大西沙織) 日本語訳詞
  - 「Flame of Justice」  バイン(CV：村瀬歩) 日本語訳詞
  - 「Raise」 カイル(CV：小野友樹) 作詞[18]
  - 「No more crying」 ディーン(CV：蒼井翔太) 作詞[18]
  - 「蒼の軌跡」 リーシャ(CV：上坂すみれ) 日本語訳詞
- PCゲーム『Paradise 極-KIWAMI-』（2019年、PIL/SLASH）
  - 主題歌「Paradise」（歌 - actuo）※SENTIVEと共作
- PCゲーム『Paradise』キャラクターソングアヅマ俺の歌（2020年、PIL/SLASH）
  - 「Faith」（歌 - 刺草ネトル）
- アプリゲーム『Fate/Grand Order Waltz in the MOONLIGHT/LOSTROOM』(2020年、TYPE-MOON)
  - 「Bright Voyager」「Prove」「raison」「Baby,can't wait!」
- Nintendo Swichゲーム『ひめひび Another Princess Days ～ White or Black ～』(2020年、TAKUYO)
  - エンディングテーマ「Shiny Lips」
- PCゲーム『ディストピアの王』（2021年、PIL/SLASH）
  - 主題歌「CRAZY∞CRAZY」（歌 - actuo）※SENTIVEと共作

#### その他
- 『アニたま』オープニングテーマ（2012年、テレビ埼玉）
- ライトノベル『ALCA -アルカ- 創生のエコーズ』（2013年 - 2014年、ぽにきゃんBOOKS）[3][19]
  - I
    - 「LOVE THE BRIGHT DAYS」（歌 - marina）
    - 「oracion」（歌 - marina）
    - 「HOME」（歌 - lasah）
    - 「feel」（歌 - 多田葵）

  - II
    - 「New World」（歌 - 富樫美鈴）
    - 「dear」（歌 - lasah）
    - 「夜想謳 -utraque unum-」（歌 - MISHAORU）
    - 「echoes」（歌 - やなぎなぎ）

  - III
    - 「未保存の世界に生まれた空は。」（歌 - 中恵光城）
    - 「STYLE」（歌 - marina）
    - 「re:birth」（歌 - しほり）

  - IV
    - 「ツギノセカイノキミヘ」（歌 - 多田葵）
    - 「IMPRESSION」（歌 - 中恵光城）
    - 「ルドベキア」（歌 - やなぎなぎ）
- 藍井エイル『AUBE』（2014年、エスエムイーレコーズ）[20]
  - 「SAILING」
- 映画『劇場版 稲川怪談 かたりべ』 / CR『怪談ぱちんこ CR稲川淳二』（2014年）
  - 「籠娘」
- シチュエーションCD『ミッドナイトキョンシー』シリーズ（2015年 - 2016年、Rejet）[21]
  - 主題歌「イー・アル・サディスティック」（歌 - 真山りか）
- ドラマCD『チアボーイ!』シリーズ（2016年、honeybee）[22]
  - メインテーマソング「チアボーイ!〜キミに贈るエール〜」（歌 - 佐久間太陽（CV：小野友樹））
- 本多真梨子のもさもさ物語『もさもさ王国 国歌』（2016年、もさもさ物語）
  - 「もさもさ王国 国歌」（歌 - 本多真梨子（もさ王女））※本多真梨子と共作
- シチュエーションCD『グリム街の王子様』シリーズ（2016年、Rejet）
  - 主題歌「Grimm Truth」（歌 - 遠藤ゆりか）
- B-PROJECT 『GO AROUND』（2018年、5pb.Records）
  - 「Breath」（歌：釈村帝人(CV.増田俊樹)）
- Hi!Superb『Bring Out The Heroes』(2018年、5pb.Records)
  - 「VIVA!SUMMER」
- 舞台「超青春合唱コメディ『SING!』-2020-」(2020年、K.B.S.Project)
  - テーマソング「echo」
- CD「Fate/Grand Order Waltz in the MOONLIGHT/LOSTROOM song material」(2020年、TYPE-MOON)
  - 「流転Heroizm」
- lovely² 3rdシングル『LOVE²』(2021年、Sony Music Associated Records)
  - 「銀河とクジラの船」

### イラスト
- 名作文学アンソロジー 太宰治 人間失格（2012年、竹書房）4コマ漫画[23]
- ライトノベル『ALCA -アルカ- 創生のエコーズ』（2013年 - 2014年、ぽにきゃんBOOKS）4コマ[3]
- 音感育成アプリ『おとあて』Pepper版（2015年、ソニー・ミュージックエンタテインメント）さとうささら[24]
- オーディオドラマ『NaGoMi』(2020年、NaGoMiおもてなししちゃうぞ製作委員会)キャラクターデザイン、キービジュアル
- ボイスドラマ「Kecak2076〜この聲をキミへ！」(2020年、ぶりおアニメーション)キャラクターデザイン、キービジュアル
- 声のしごとば！(2020年、声のしごとば！製作委員会)4コマ漫画
- 十二星座区★町内会（2021年、スゴラボ！）4コマ漫画、イラスト

## 出演（声）
出典
- かっこいい動画を作ろう!（2010年、秀和システム）動画ナレーション
- ALCA ドラマCD Lyric.I『ALCA 〜夜明けのクロト〜』（2012年、ティー ワイ エンタテインメント）人工知能秘書
- 鈴木ひぐらし著 オーディオブック『海の嘆きと永遠の季節 第1巻 樹神守護 虎導』（2015年）七草村の婆様[25]